# Roandola, Sibiu
Roandola, mai demult Roandala, Roandela, Rudeiu (în germană Rennenthal, Rennthal, Rondeln, Rauthal, în trad. "Valea Aspră", în maghiară Rudály) este un sat în comuna Laslea din județul Sibiu, Transilvania, România.

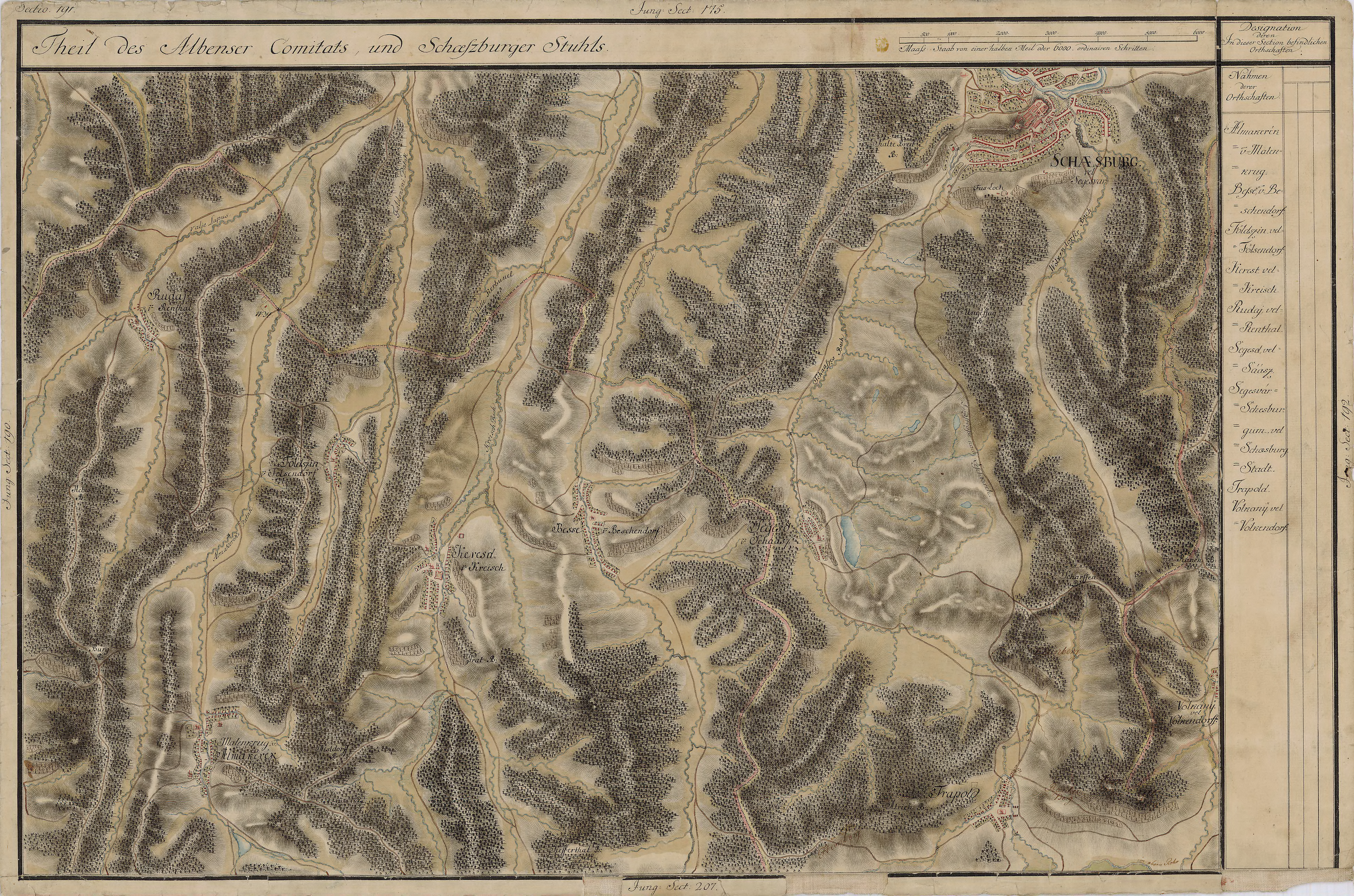
Roandola în Harta Iosefină a Transilvaniei, 1769-1773

## Vezi și
- Biserica evanghelică din Roandola